# Пиксида
Пиксида (лат. Pyxis) је облик старогрчке посуде у којој се чувао накит. Првобитно су се ове мале кутије правиле од шимшировог дрвета, али је уобичајено од керамике. Изузетан облик пиксиде је био онај у коме се расхлађивало вино.